# 人民連合 (スペイン)
人民連合（スペイン語: Unidad Popular）は2015年12月20日に行われた総選挙のために設立されたスペインの選挙連合。その起源は市民プラットフォームアオーラ・エン・コムンにある。

## 経緯
人民連合の起源は市民プラットフォームであるアオーラ・エン・コムン（Ahora en Común）にある。このプラットフォームは2015年5月に行われた自治州選挙および地方自治体選挙後に出現し、その主要な目的は同年12月に予定されている総選挙のために左翼系の諸政党、社会運動団体、および個人を糾合する候補を設立するというものであった。
ポデーモスは初期の段階でこの運動への合流を否定した一方で、統一左翼（IU）は合流の場として役立つことを期待してその運動に参加することを決定した。同年9月、初期段階からの推進者グループのエンマヌエル・ロドリゲス、ピラール・ガルシーア、ダビ・レアルらは退くことを発表し、その中でプラットフォームが政党間の論争の場となり、ポデーモスとの「密室」の合意に至ろうとしていると非難した。そして内務省と特許局に登録していた名称のアオーラ・エン・コムン（Ahora en Común）の使用を拒否した。アオーラ・エン・コムンの全国レベルでの予備選挙の告知の後、予備選挙がポデーモスとの合流の妨げとなるとして政党エクオ（Equo）がプラットフォームを離脱した。
一方、プラットフォームに留まったメンバーは「人民連合」（Unidad Popular）という名称の下で前進し続けた。
正式名称としては«Unidad Popular: Izquierda Unida, Unidad Popular en Común, Chunta Aragonesista, Izquierda Asturiana, Batzarre-Asamblea de Izquierdas, Construyendo la Izquierda-Alternativa Socialista, Entre Tod@s Sí Se Puede Córdoba, Segoviemos, Izquierda Castellana»と命名された選挙連合は、名称に含まれる諸政党によって構成された：つまり統一左翼、ウニダ・ポプラール・エン・コムン、アラゴン主義連合、アストゥリアス左翼、バツァレ＝左翼評議会、Construyendo la Izquierda-Alternativa Socialista、Entre Tod@s Sí Se Puede Córdoba、セゴビエーモス、カスティーリャ左翼などである。その後Entre Tod@s Sí Se Puede Córdobaは中央選挙委員会に選挙連合から脱退したことを通告した。

## 予備選挙

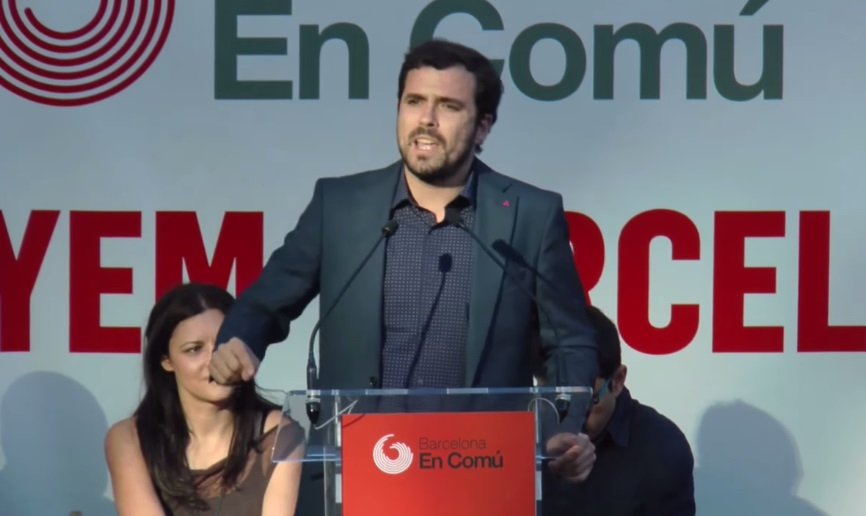
アルベルト・ガルソンが首相候補を選出するための予備選挙で勝利した。

人民連合の首相、下院議会議員および上院議会議員の各候補を選出するためのすべての希望者に対して開かれた予備選挙が開催された。議員候補選出には比例候補のためのDowdall方式により、候補者リストへの順位が決められるが、最終的には男女のバランスを考慮して調整されることになる。
予備選挙の結果は、投票総数24,615票の内IUのアルベルト・ガルソンが得票数23,712票（96%）で、他の13人の候補者に対して圧倒的な支持を得て、選挙連合の首相候補に選出された。

## 選挙結果
| 選挙 | 筆頭候補             | 得票数  | 得票率 | 議席    | 議席    |
| 選挙 | 筆頭候補             | 得票数  | 得票率 | 下院    | 上院    |
| ---- | -------------------- | ------- | ------ | ------- | ------- |
| 2015 | アルベルト・ガルソン | 926,783 | 3.68％ | 2 / 350 | 0 / 208 |